# خورشیدگرفتگی ۳۰ ژوئیه ۱۹۳۵
خورشیدگرفتگی ۳۰ ژوئیه ۱۹۳۵ (به انگلیسی: Solar eclipse of July 30, 1935) یک خورشیدگرفتگی از نوع خورشیدگرفتگی جزئی است. این خورشیدگرفتگی در تاریخ ۳۰ ژوئیه ۱۹۳۵ میلادی (‎۷ مرداد ۱۳۱۴ خورشیدی) روی داد که زمان اوج آن، ساعت ۹:۱۶:۲۸ به‌وقت ساعت هماهنگ جهانی بوده‌است.